# 天主教姆班扎剛果教區
天主教姆班扎剛果教區（拉丁語：Dioecesis Mbanzacongensis）是安哥拉一個羅馬天主教教區，屬羅安達總教區。
教區成立於1984年1月7日，位於扎伊爾省。2004年有教友338,200人（佔轄區總人口50.2%）、六個堂區、十四名司鐸。現任教區主教為味噌爵·加祿·基亞齊庫。